# Dialectes de l'èuscar

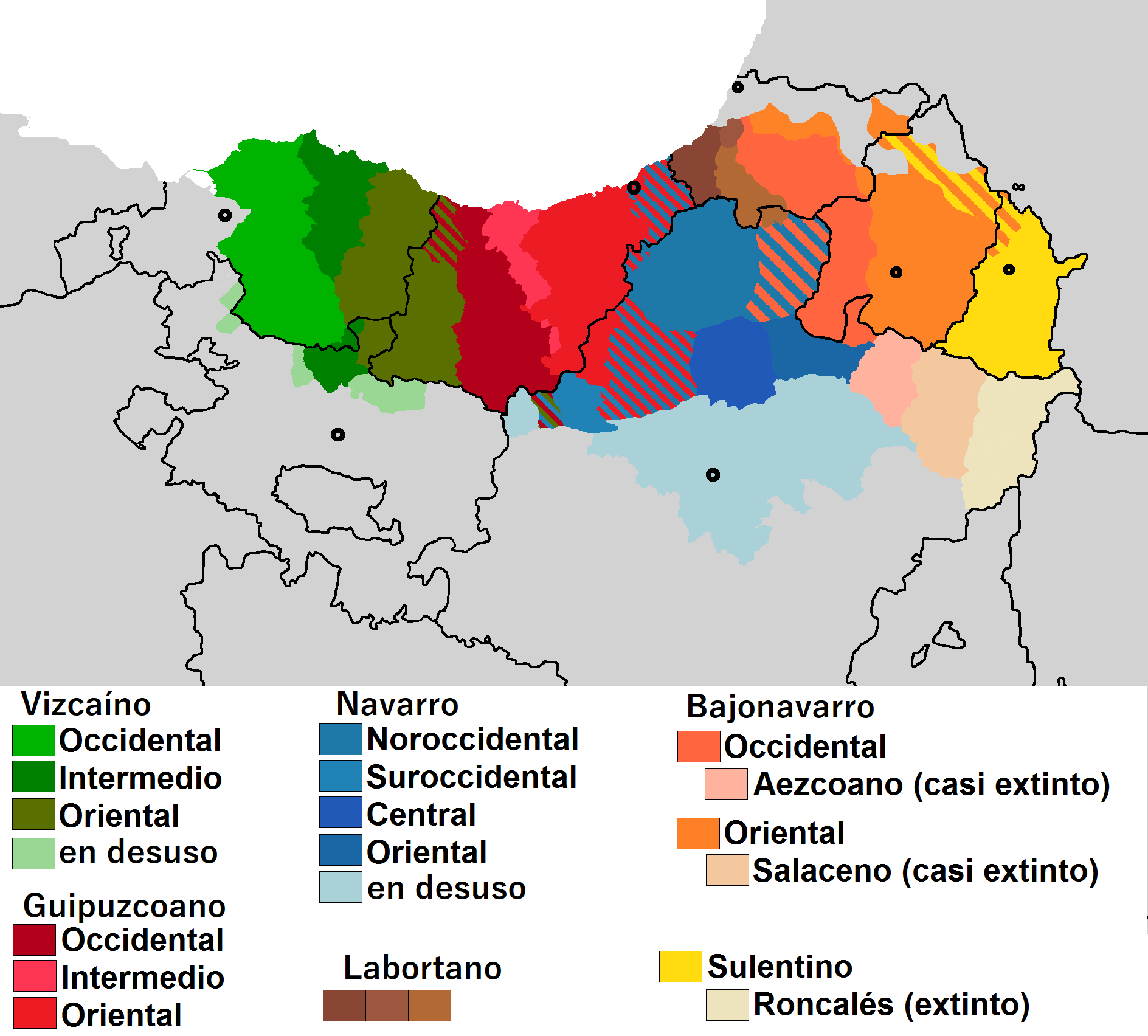
Els dialectes del basc

Els dialectes del basc (en basc, euskalkiak, literalment 'tros de basc') són varietats lingüístiques amb diferències en la pronunciació, vocabulari i gramàtica, entre si amb el basc batua o basc unificat. Es distingeixen històricament entre 6 i 9 dialectes bascs:
- Biscaí (o occidental)
- Guipuscoà (o central)
- Alt navarrès
- Labortà-Baix navarrès
- Suletí

Alguns lingüistes hi inclouen també el roncalés —que Azkue va incloure dins del suletí— i també consideren dialectes independents el meridional —el que es parlava a Alaba i que, en general, se sol considerar com una varietat del dialecte biscaí—, l'aezcoà i el salacenc. El roncalés, però, es va extingir a la fi del s. xx i, si bé actualment hi ha parlants de basc al Roncal, no són parlants de roncalés, sinó immigrants interns d'altres dialectes.
Els seus límits no coincideixen directament amb les actuals fronteres polítiques, encara que sí que solen coincidir amb les fronteres administratives tradicionals eclesiàstiques. A més, els límits entre els dialectes biscaí, guipuscoà i l'alt navarrés mostren certa relació amb algunes fronteres preromanes tribals entre els caristis, els vàrduls i els vascons.

## Història i dialectologia del basc
Un dels primers estudis científics dels dialectes del basc, en relació amb les formes verbals auxiliars, el va fer Louis-Lucien Bonaparte, un nebot de Napoleó. El seu mapa dialectal Carte des Sept Provinces Basques, que es va publicar el 1869 juntament amb el seu Le Verbe Basque en Tableaux, es considerà com la guia autoritzada en dialectologia basca durant un segle. Bonaparte va recollir dades entre 1856 i 1869 en cinc visites a Euskadi. En aquells dies, el basc ja era molt escàs en tot el territori on havia estat comunament parlat. A Àlaba, havia desaparegut de les planes i les terres altes, només en restava a la fortalesa d'Aramaio i en franges frontereres de Biscaia i Guipúscoa, mentre que a Navarra l'estudiós va arribar a les zones que s'estenen fins al sud de Tafalla. El 1998, Koldo Zuazo, professor de filologia basca a la Universitat d'Euskadi, va redefinir lleugerament la classificació dels dialectes: entre altres coses, va canviar el nom del dialecte biscaí a occidental, de guipuscoà a central; va agrupar els dialectes labortà i baix navarrés en l'anomenat navarrés-labortà; va separar el parlat a l'orient de Navarra com un dialecte independent i va reconéixer diverses zones mixtes:
- biscaí o occidental
- guipuscoà o central
- alt navarrés
- navarrés oriental
- suletí
- navarrès-labortà

Molt s'ha estudiat també del dialecte basc parlat anteriorment a Àlaba. El 1997, Koldo Zuazo publicà recerques realitzades sobre el tema basades en la dispersió de proves gravades... i documents elaborats sobretot per Koldo Mitxelena. L'expert destaca tres àmbits lingüístics principals de nord a sud, amb característiques relacionades amb la mescla d'occidental i dialectes navarresos, i diferents graus d'acord amb la seua posició geogràfica. Se centra sobretot en el lèxic, amb diferències morfològiques, com les marques de declinació -gaz / -ekin (cas sociatiu), -rean / -tik (cas ablatiu), barria / berria (= 'nou'), elexea / elizea (= 'església'), padura / madura (= 'pantà'), per esmentar-ne només uns pocs.
Algunes de les característiques clau que distingeix en la fonologia dels dialectes del basc són:
- la pèrdua de la /h/ i de l'aspiració en els dialectes del sud.
- fort divergència dels històrics: //j/ /ɟ/ /ʒ/ /ʃ/ /x/ /χ/[2]/ dins de /j/ /ɟ/ /ʒ/ /ʃ/ /x/ /χ/
- el desenvolupament en el dialecte suletí de la vocal /i/.

## Varietats morfològiques
Els dialectes moderns del basc mostren un alt grau de divergència dialectal. Però la comunicació dialectal sense el seu previ coneixement usant basc batua o un altre dialecte sol ser possible en una mesura raonable amb la notable excepció del suletí, que és considerat com el dialecte basc més divergent.
Els noms per a l'idioma en els dialectes del basc són un exemple en certa manera de la fragmentació dialectal. Les formes més divergents es troben generalment en els dialectes orientals.
| Varietat dialectal | Grup dialectal                | Àrees on és documentat                                                               |
| ------------------ | ----------------------------- | ------------------------------------------------------------------------------------ |
| Auskera            | Alt navarrès                  | Araquil                                                                              |
| Eskara             | Alt navarrés-labortà          | Irun, San Juan de Luz                                                                |
| Eskoara            | Biscaí                        | Orozco                                                                               |
| Eskuara            | Labortà                       | Labortà-biscaí                                                                       |
| Eskuera            | Biscaí-guipuscoà              | Guernica i Luno, Bermeo, Vergara, Salines de Léniz, Goyerri, Burunda, Echarri-Aranaz |
| Euskeria           | Biscaí                        | Éibar, Ermua                                                                         |
| Euskala            | Biscaí                        | Vergara, Salines de Léniz                                                            |
| Euskara            | Alt navarrés-aescoà           | Irun, Larráun, Erro                                                                  |
| Euskera            | Biscaí-guipuscoà-alt navarrés |                                                                                      |
| Euskiera           | Biscaí                        | Orozco                                                                               |
| Euzkera            | Biscaí                        | Arrigorriaga, Orozco, Marquina-Jeméin, Vergara, Salines de Léniz                     |
| Oskara             | Alt navarrés                  | Araquil                                                                              |
| Uskara             | Alt navarrés- aescoà-suletí   | Irun, Cinc Viles, Ulzama                                                             |
| Üskara             | Suletí                        |                                                                                      |
| Uskaa              | Alt navarrés-suletí           | Ulzama                                                                               |
| Üskaa              | Suletí                        |                                                                                      |
| Üska               | Suletí                        |                                                                                      |
| Uskera             | Biscaí-alt navarrés           | Arratia, Orozco, Ulzama, Erro, Olza, Gulina                                          |

El mapa següent mostra les zones on s'utilitza l'aproximació de cada paraula. El menor tipus de casos són els de la denominació que s'està gravant per a una àrea particular; el major tipus de casos mostra un excés de formes regionals comunes en tota la zona dialectal en qüestió:
Comparant les formes verbals utilitzant els diferents dialectes, també s'obté una bona visió general sobre algunes de les diferències i característiques comunes:
- Biscaí
- Guipuscoà
- Navarrés
- Labortà-baix navarrés
- Suletí

| Basc batua                                                                       | Biscaí                                                                         | Guipuzcoà                                                                       | Alt navarrés                                                 | Roncalés                                     | Labortà                                                                   | Baix navarrés                                       | Suletí                                                                    | Català                                                                                          |
| -------------------------------------------------------------------------------- | ------------------------------------------------------------------------------ | ------------------------------------------------------------------------------- | ------------------------------------------------------------ | -------------------------------------------- | ------------------------------------------------------------------------- | --------------------------------------------------- | ------------------------------------------------------------------------- | ----------------------------------------------------------------------------------------------- |
| naiz haiz da gara zara zarete dira                                               | naz az da gara zara zaree dira                                                 | naiz aiz da ge(r)a ze(r)a ze(r)ate di(r)a                                       | naiz (y)aiz da ga(r)a za(r)a za(r)ate di(r)e                 | naz yaz da gra zra zrei dra                  | naiz haiz da gare zare zaizte di(r)e                                      | n(a)iz h(a)iz da gira zira zirezte dira             | niz hiz da gi(r)a zi(r)a zi(r)ae di(r)a                                   | sóc eres (familiar) és som sou (formal) sou són                                                 |
| dut dun duk du dugu duzu duzue dute                                              | dot don dok dau dogu dozu dozue dabe                                           | det den dek du degu dezu dezu(t)e du(t)e                                        | dut dun duk du dugu duzu duzue dute                          | dur,dud dun duk du digu tzu tzei dei         | dut dun duk du dugu duzu duzue dute                                       | dut dun duk du dugu duzu duzue (d)ute               | düt dün dük dü dügü düzü düzüe düe                                        | tinc tens (fam.*, interlocutora) tens (fam.*, interlocutor) té tenim teniu (formal) teniu tenen |
| nion hion zion genion zenion zenioten zioten                                     | neutsan euntsan eutsan geuntsan zeuntsan zeuntsoen eutsoen                     | nion ion zion genion zenion zenioten zioten                                     | nio(n) (y)io(n) zio(n) ginio(n) zinio(n) ziniote(n) ziote(n) | naun yaun zaun ginaun zinaun zinabein zabein | nion hion zion ginion zinion zinioten zioten                              | nakon hakon zakon ginakon zinakon zinakoten zakoten | neion heion zeion geneion zeneion zeneioen zeioen                         |                                                                                                 |
| nindoakion hindoakion zihoakion gindoazkion zindoazkion zindoazkioten zihoazkion | niñoiakion iñoakion joiakion giñoiakiozan ziñoiakiozan ziñoiakiozen joiakiozan | ninjoakion injoakion zijoakion ginjoazkion zinjoazkion zinjoazkioten zijoazkion |                                                              |                                              | nindoakion hindoakion zoakion ginoazkion zinoazkion zinoazkioten zoazkion |                                                     | nindoakion hindoakion zoakion gindoazkion zindoakion zindoakioen zoazkion |                                                                                                 |

*fam. = familiar

## Varietat fonètica
|           |         | Labial | Dental /Alveolar | Postalveolar / Palatal | Vetllar |
| --------- | ------- | ------ | ---------------- | ---------------------- | ------- |
| Nasal     | Nasal   | m      | n                | ɲ                      |         |
| Oclusiva  | sorda   |        | t                | c                      | k       |
| Oclusiva  | sonora  | b      | d                | ɟ                      | g       |
| Africada  | sorda   |        | ts̺ ts̻            | tʃ                     |         |
| Fricativa | sorda   | f      | s̺ s̻              | ʃ                      | x       |
| Trill     | Trill   |        | r                |                        |         |
| Tap       | Tap     |        | ɾ                |                        |         |
| Lateral   | Lateral |        |                  | ʎ                      |         |

|         | Anterior | Central | Posterior |
| ------- | -------- | ------- | --------- |
| Tancada | i        |         | u         |
| Mitjana |          |         | o         |
| Oberta  |          | a       |           |

Hi ha dialectes del basc que s'aparten d'aquest inventari estàndard en major o menor mesura. El grafema j (històricament /j/) mostra, de molt, la divergència més extrema, seguit de les fricatives i africades. Hualde (1991) en descriu les següents:
- Baztan, un dialecte del navarrès oriental: falta de /x/
- Arbizu, un dialecte mixt entre guipuscoà / navarrés-occidental: vocals geminades /i/~/ii/, /i/~/ee/, /a/~/aa/, /o/~/oo/, /o/~/uu/
- Guernica i Luno, un dialecte biscaí: fusió de /s̻/ amb /s̺/ ; i /ts̻/ amb /ts̺/. Fonemes addicionals: /ʒ/. Pèrdua de /c/ i /ɟ/.
- Ondarroa, un dialecte biscaí: fusió de /s̻/ amb /s̺/ ; i /ts̻/ amb /ts̺/. Fonemes addicionals: /dz/. Pèrdua de /c/ i /ɟ/.

## Dialectes estandarditzats
Hi ha hagut diversos intents al llarg de la història de promoure formes normalitzades dels dialectes bascs.
- Un format normalitzat del baix navarrés va ser el dialecte utilitzat per influència de l'autor del segle xvi Joanes Leizarraga.
- El gipuzkera osatua ('guipuscoà complet') de Resurrección María de Azkue, que data de 1935, intenta crear la norma basca basant-se en el dialecte guipuscoà, un intent fracassat en gran manera.
- En el 1940, el grup Jakintza Baitha, reunit al voltant de l'acadèmic Federico Krutwig, va preferir basar-se en el labortà del Nou Testament protestant de Joanes Leizarraga i els primers llibres impresos en llengua basca. No va rebre, però, suport oficial ni popular.
- El 1944, Piarres Lafitte va publicar el seu Navarro-Labourdin Littéraire, basat en el labortà, que s'ha convertit de facto en la forma estàndard d'aquest dialecte. S'ensenya en algunes escoles de Labort i s'usa en la ràdio, l'església, i en el diari Herria.
- Més recentment, els dialectes biscaí i suletí també han estat estandarditzats.